# Russ Fulcher
Russell Mark Fulcher (Boise; 9 de marzo de 1962) es un empresario y político estadounidense que se desempeña como representante de los Estados Unidos por el 1.er distrito congresional de Idaho desde 2019. Miembro del Partido Republicano, representó al 21.er distrito del Senado de Idaho entre 2005 y 2012 y al 22.º distrito entre 2012 y 2014.
Se postuló para gobernador de Idaho en 2014, pero perdió la nominación ante Butch Otter. Fue elegido miembro de la Cámara de Representantes de Estados Unidos en 2018, reemplazando al titular Raúl Labrador, quien se retiró del Congreso para postularse, sin éxito, para gobernador de Idaho.
Fulcher es miembro del Freedom Caucus (Caucus de la Libertad).

## Biografía

### Primeros años y educación
Cuarta generación en Idaho, nació en Boise, Idaho, pero creció en una granja lechera en Meridian. Recibió una licenciatura y una maestría en Administración de Empresas en la Universidad Estatal de Boise en 1984 y 1988, respectivamente. También completó un curso de ingeniería electrónica a través de Micron Technology.

### Carrera
En 2005, el gobernador Dirk Kempthorne nombró a Fulcher para el Senado de Idaho, en representación del 21.er distrito, que abarca gran parte de Boise, Meridian y Kuna, para reemplazar a Jack Noble, quien renunció después de un conflicto de intereses. Ffue elegido por primera vez en 2006 y sirvió hasta 2012.
representó al 22.º distrito en el Senado de Idaho entre 2012 y 2014. Se desempeñó como líder de la mayoría de 2008 a 2012 y de 2013 a 2014.

### Cámara de Representantes de Estados Unidos
En diciembre de 2020, fue uno de los 126 miembros republicanos de la Cámara de Representantes que firmaron un amicus curiae en apoyo de Texas v. Pensilvania, una demanda presentada en la Corte Suprema de los Estados Unidos impugnando los resultados de las elecciones presidenciales de 2020, en las que Joe Biden derrotó a Donald Trump. La Corte Suprema se negó a escuchar el caso sobre la base de que Texas carecía de legitimación conforme al Artículo III de la Constitución para impugnar los resultados de una elección realizada en otro estado.
El 12 de enero de 2021, presuntamente agredió a una oficial de seguridad del Capitolio después de activar un detector de metales fuera del piso de la Cámara, lo que provocó una investigación por parte de la Policía del Capitolio.

## Posiciones políticas

### Israel
Fulcher votó a favor de brindar apoyo a Israel tras el ataque de Hamás en 2023.

### Big Tech
En 2022, Fulcher fue uno de los 39 republicanos que votaron a favor de la Ley de Modernización de Tarifas de Presentación de Fusiones de 2022, un paquete antimonopolio destinado a tomar medidas enérgicas contra las corporaciones por comportamientos anticompetitivos.

### Ley de Responsabilidad Fiscal de 2023
Fulcher fue uno de los 71 republicanos que votaron en contra de la aprobación final de la Ley de Responsabilidad Fiscal de 2023 en la Cámara.

## Vida personal
Estuvo casado con Kara Fulcher desde 1987 hasta 2018. Tienen tres hijos adultos.